# Heerenveen

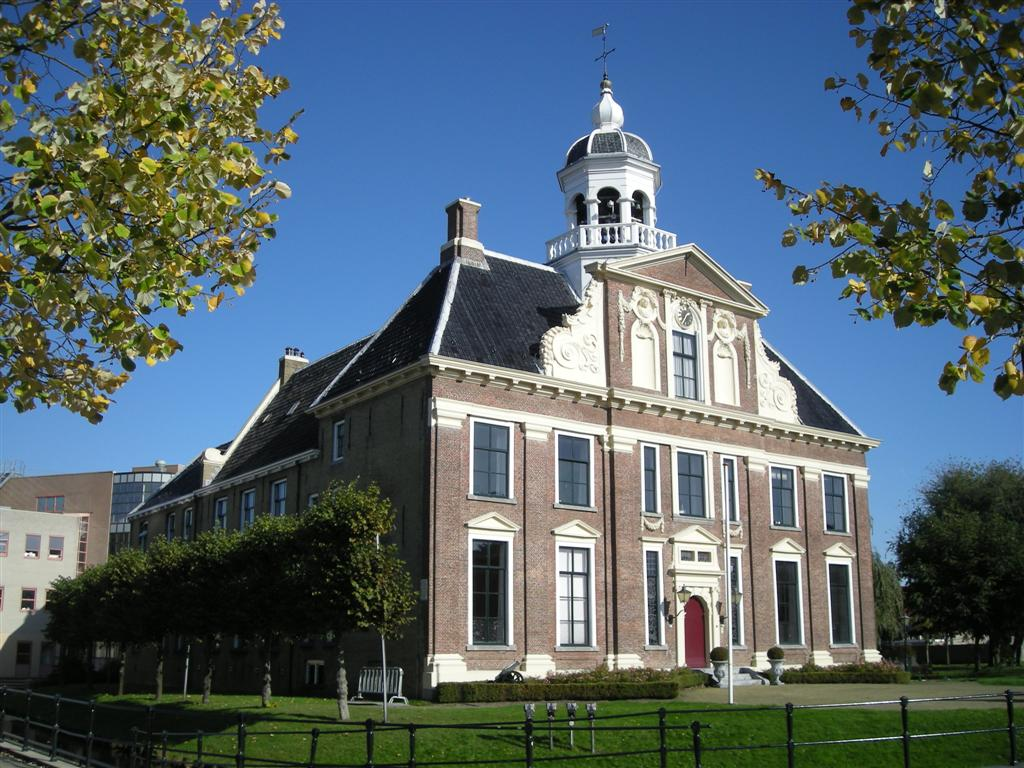
Crackstate, phần cũ của tòa thị chính

Heerenveen (phát âmⓘ, tiếng Tây Frisia: It Hearrenfean) là một đô thị ở tỉnh Friesland (Fryslan), ở phía bắc Hà Lan.

## Các trung tâm dân số
Dân số ngày 1 tháng 1 năm 2004:
Heerenveen (29.750), Bontebok (440), De Knipe (1470), Gersloot (290), Hoornsterzwaag (890), Jubbega (3270), Katlijk (630), Luinjeberd (450), Mildam (740), Nieuwehorne (1500), Nieuweschoot (140), Oranjewoud (1030), Oudehorne (850), Oudeschoot (180), Terband (290), và Tjalleberd (730).
Heerenveen có sân vận động Abe Lenstra và sân trượt băng Thialf. Đội tuyển bóng đá ở đây là SC Heerenveen chơi ở giải Dutch Premier Division và đã có mặt ở giải UEFA Cup trong 10 năm.

## Toàn cảnh Heerenveen

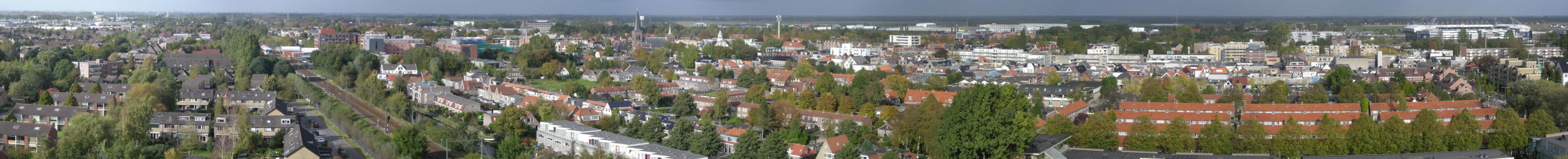

## Nhân vật nổi tiếng từ Heerenveen
- Wim Duisenberg
- Foppe de Haan
- Jacob de Haan
- Sven Kramer
- Abe Lenstra
- Falko Zandstra
- Margriet Zegers

## Thành phố kết nghĩa
- Rishon LeZion, Israel